# Agrotis humigena
Agrotis humigena là một loài bướm đêm trong họ Noctuidae.